# Arno Kuhn
Arno Kuhn (* 2. Oktober 1934 in Nordhausen; † 2. Oktober oder 3. Oktober 2010) war ein deutscher Politiker (SPD).
Dem Abitur ließ Kuhn zunächst eine Banklehre ein wirtschafts- und rechtswissenschaftliches Studium folgen. Später war er von 1962 bis 1963 als Rechts- und Kreditsachbearbeiter bei der Kreissparkasse Marburg angestellt. Nach dem Rechtsreferendariat folgte eine Tätigkeit als Regierungsassessor im Hessischen Wirtschafts- und Technikministerium. Dort wirkte er zuletzt als Regierungsdirektor. Der promovierte Jurist war von 1973 bis 1979 Landrat des Wetteraukreises. Anschließend war er als Rechtsanwalt tätig. Kuhn starb in der Nacht vom 2. auf den 3. Oktober 2010 im Alter von 76 Jahren.